# Democrazia Nazionale (Belgio)
Democrazia Nazionale (in francese Démocratie Nationale, DN), fino al 2012 Fronte Nazionale (Front National, FN) è un partito politico belga.
Démocratie Nationale è stato fondato nel 1985 da Daniel Féret che adottò il nome dell'omonimo partito nazionalista francese il Front National, Daniel Féret ha mantenuto la presidenza fino al 2006. Il FN è nato dalla fusione di tre piccoli movimenti di estrema destra:
- Mouvement Social Nationaliste (Movimento Sociale Nazionalista);
- Union pour une nouvelle Démocratie (Unione per una Nuova Democrazia);
- Groupe Delta (Gruppo Delta).

Alle elezioni del 1987, il FN ottenne appena lo 0,1% dei voti. Grazie, però, ad una forte campagna elettorale contro gli immigrati, soprattutto magrebini, nel 1991 aumentò i propri consensi all'1,1%, eleggendo 1 deputato. Il FN, nelle elezioni politiche nazionali, ha mantenuto un consenso alquanto limitato, infatti, nel 2003, ha conseguito appena il 2% dei voti ed ha eletto 1 solo deputato.
Consensi altalenanti il FN li ha conseguiti, invece, nelle elezioni regionali a Bruxelles, dove il miglior risultato lo ha avuto nel 1995, con il 7% e 6 deputati. Alle elezioni del 2003 ha conseguito il 4,7% dei voti, eleggendo 4 deputati.
In Vallonia, invece, il FN è giunto, nel 2004, ad ottenere il suo miglior risultato, con il'8,1% dei voti e 4 seggi.
Il 18 giugno del 2006, Daniel Féret fondatore e presidente del FN è stato dichiarato ineleggibile per 10 anni ed al partito è stato impedito di diffondere il proprio programma, considerato razzista.
Alle politiche del 2007, il FN ha mantenuto il 2% dei consensi, confermando l'unico seggio in Parlamento.
Il FN può essere considerato lo speculare francofono di Interesse Fiammingo, il partito di estrema destra delle Fiandre, che si impegna per l'indipendenza della regione di lingua olandese. Il Fn sia nel nome che nel simbolo (simile a quello del Movimento Sociale Italiano) si richiamava apertamente al Fronte Nazionale francese di Jean-Marie Le Pen.
La morte del presidente Charles Pire nel gennaio del 2012 lasciò il partito senza una direzione. Il FN francese smise perciò di autorizzare l'utilizzo del nome Front National e del simbolo della fiamma tricolore, di conseguenza il partito cambiò nome.

## Presidenti
- Daniel Féret (1985–2007)
- Michel Delacroix (2007–2008)
- Daniel Huygens (2008–2009)
- Patrick Cocriamont  (2009–2012)
- Charles Pire (2011–2012)

## Risultati elettorali
| Elezione          | Voti    | %    | Seggi   |
| ----------------- | ------- | ---- | ------- |
| Parlamentari 1985 | 3.738   | 0,06 | 0 / 212 |
| Parlamentari 1987 | 7.596   | 0,12 | 0 / 212 |
| Europee 1989      | N.D.    | N.D. | 0 / 24  |
| Parlamentari 1991 | 64.992  | 1,05 | 1 / 212 |
| Europee 1994      | 175.732 | 2,95 | 1 / 25  |
| Parlamentari 1995 | 138.496 | 2,28 | 2 / 150 |
| Parlamentari 1999 | 90.401  | 1,45 | 1 / 150 |
| Europee 1999      | 94.848  | 1,52 | 0 / 25  |
| Parlamentari 2003 | 130.012 | 1,98 | 1 / 150 |
| Europee 2004      | 181.351 | 2,79 | 0 / 24  |
| Parlamentari 2007 | 131.385 | 1,97 | 1 / 150 |
| Europee 2009      | 87.706  | 1,33 | 0 / 22  |
| Parlamentari 2010 | 33.591  | 0,51 | 0 / 150 |